# Jaime Salazar
Jaime Salazar (6 de fevereiro de 1931) é um ex-futebolista mexicano que competiu na Copa do Mundo FIFA de 1958.